# Nelson W. Aldrich

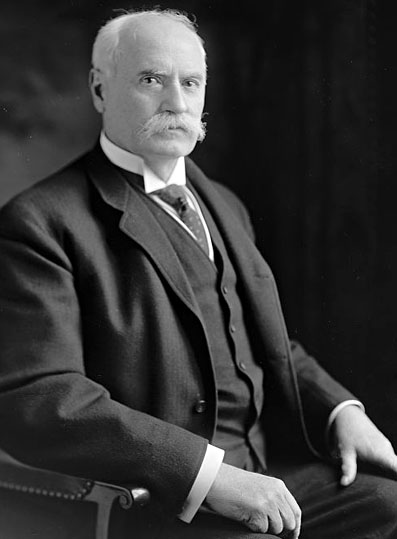
Nelson W. Aldrich (Aufnahme zwischen 1905 und 1915)

Nelson Wilmarth Aldrich (* 6. November 1841 in Foster, Rhode Island; † 16. April 1915 in New York City) war ein einflussreicher US-amerikanischer Politiker und von 1881 bis 1911 Mitglied des Senats der Vereinigten Staaten für Rhode Island. In der Zeit seiner Mitgliedschaft bekleidete er lange das Amt des Parteivorsitzenden der Republikanischen Partei in Rhode Island. Sein Vorgänger in dieser Position war Ambrose Burnside, sein Nachfolger Henry F. Lippitt.

## Privatleben
Aldrich ist das Kind von Abby Burgess (Mutter) und Anan E. Aldrich (Vater); Letzterer war Hilfskraft in einer industriellen Mühle. Nelson W. Aldrich besuchte die Öffentliche Schule in East Killingly (Connecticut) sowie die Academy of East Greenwich. Er arbeitete zunächst als Einzelhändler und Unternehmer, bevor er in der Politik tätig wurde. Während des Bürgerkrieges diente Aldrich von 1862 bis 1865 als Private (Gefreiter) in der Rhode Island National Guard.
Aldrich heiratete am 9. Oktober 1866 Abigail „Abby“ Pearce Truman Chapman, die aus reichem Hause stammte. Pearce Truman Chapmans und Nelson W. Aldrichs Tochter Abby Greene Aldrich (1874–1948) heiratete am 9. Oktober 1901 in Warwick Neck (Rhode Island) John D. Rockefeller, Jr., den einzigen Sohn des seinerzeit reichsten Mannes der Welt, John D. Rockefeller. Deren gemeinsamer Sohn Nelson Rockefeller war lange Zeit Gouverneur von New York und später Vizepräsident der Vereinigten Staaten unter Gerald Ford.
Winthrop W. Aldrich (1885–1974), ein weiterer Sohn von Pearce Truman Chapman und Nelson W. Aldrich, wurde Bankier bei der Chase Manhattan Bank (zuletzt Vorstandsmitglied) und Botschafter der Vereinigten Staaten in Großbritannien. Der Regisseur Robert Aldrich (1918–1983) war ein Enkel von Nelson W. Aldrich.
Aldrich tätigte ab etwa 1906 vor allem Investitionen/Aktiengeschäfte (z. B. Rhode Island street Railway System; Minengeschäfte und Gummiindustrie in Belgisch-Kongo).

## Politisches Leben und Wirken
Aldrichs politisches Leben begann mit der Wahl in den Providencer Stadtrat (city council) im Jahr 1869; von 1872 bis 1873 war er dessen Präsident. Von 1875 bis 1876 wurde er in das Repräsentantenhaus von Rhode Island gewählt und war 1876 Sprecher (speaker) des Hauses.
Als „Congressman“ für den Bundesstaat Rhode Island (4. März 1879 bis 4. Oktober 1881) wurde er für die Republikaner ins Repräsentantenhaus der Vereinigten Staaten gewählt. Nach dem Tod von Ambrose E. Burnside trat er am 4. Oktober 1881 dessen Nachfolge als Senator an und konnte seine politische Einflussnahme auf Bundesebene ausdehnen. 1886, 1892, 1898, und 1904 wurde er wiedergewählt.

### Aldrich Vreeland Act
Der Aldrich-Vreeland Act wurde als Reaktion auf die Panik von 1907 von der Regierung unter Theodore Roosevelt am 30. Mai 1908 verabschiedet. Das Gesetz erlaubte den nationalen Banken, sich zu nationalen Währungsvereinigungen (national currency associations) in Gruppen von zehn oder mehr mit einem Gesamtkapital von mindestens $5.000.000 zusammenzuschließen, um Notgeld herauszugeben. Diese Banknoten wurden nicht nur durch Staatsanleihen (Bundesstaaten, Städte, und Bezirke) abgesichert, sondern auch über alle Wertpapiere, die die Banken hielten. Das Gesetz sah vor, dass der Comptroller of the Currency, der dieses Notgeld verteilt, die Genehmigung der Verantwortlichen der Währungsvereinigungen einholen musste. Die vorgesehene Maßnahme sollte als kurzfristige Hilfe mehr Geld in Umlauf bringen, um die laufende Kreditvergabe zu fördern. Das Notgeld wurde jedoch nie herausgegeben.
Senator Nelson W. Aldrich war weitgehend verantwortlich für das Aldrich-Vreeland Währungs-Gesetz und er wurde Vorsitzender der National Monetary Commission. Darüber hinaus erlaubt das Gesetz Senatoren und Kongressabgeordneten, sich in die Angelegenheiten der Banken einzumischen. 1914 wurde das Gesetz durch den Kongress geändert und erweitert.

### Schutzzölle und Payne-Aldrich Tariff Act
Der einflussreiche Senator aus Rhode Island hatte bereits eine lange Geschichte der Sicherung von hohen protektionistische Zöllen hinter sich. Im Jahr 1883 beteiligte er sich an der Behinderung eines Reformgesetzes, ein sehr eingeschränkter „Mongrel Tariff“ war die Folge dessen. Im Jahr 1890 war er eine treibende Kraft hinter der Verabschiedung des McKinley Tariff, der die Zölle mit 48 % auf das höchste Niveau in der amerikanischen Geschichte bis zu diesem Zeitpunkt angehoben hatte. Vier Jahre später arbeitete er mit anderen Protektionisten daran, die Reformen der Demokraten mit ihrem bedeutenden Wilson-Gorman Tariff von 1894 zu unterminieren und dann stimmte er 1897 für den Dingley Tariff Act, der die Zölle auf durchschnittlich 46 % brachte.
Im Wahlkampf des Jahres 1908 hatte die Republikaner eine Senkung der Zölle zugesagt, und zu diesem Zweck rief der neu gewählte Präsident William H. Taft (1909) den Kongress zu einer Sondersitzung. Die von Senator Sereno E. Payne ausgearbeitete Zoll-Tarif-Vorlage sah Zollsenkungen für den Import von Rohmaterial vor, während er die Protektionszölle für importierte Fertigprodukte beibehielt. Das stieß auf massiven Protest aus den eigenen republikanischen Reihen. Hier prallten die „insurgents“ (Progressiven) und „standpatters“ (Konservativen) aufeinander. Senator Aldrich, der Vorsitzender des Finanzausschusses und republikanischer Mehrheitsführer war, änderte die Gesetzesvorlage dahingehend, dass 650 Zolltarife gesenkt und 220 angehoben wurden, während 1150 unverändert blieben. Das einzige Zugeständnis war, eine Körperschaftsteuer in die endgültigen Fassung aufzunehmen. Ein näheres Studium der Details des 300-seitigen Dokuments durch die Tarif-Reformer sollte verhindert werden, so dass eine schnelle Abstimmung notwendig war. Am 30. Juli verabschiedete das Repräsentantenhaus die Payne-Aldrich-Vorlage mit 195 zu 183 Stimmen. 20 Republikaner hatten mit den Demokraten dagegen  gestimmt. Am 5. August verabschiedet der Senat das Gesetz mit 47 zu 31 Stimmen, wobei noch zehn „Nein“-Stimmen von den Republikanern kamen. Der Präsident unterzeichnete das Payne-Aldrich Gesetz am 6. August 1909. Anschließend reiste er durch das Land und verkündete die die Senkung der Zolltarife auf durchschnittlich 41 % als das beste Gesetz, das die Republikaner jemals verabschiedet hätten. In Wirklichkeit waren die über alles gesehenen Sätze nur um 5 % gesenkt worden, während die Schutzzölle für Einfuhren von z. B. Kohle und Eisenerz sogar erhöht wurden (Protektionismus).
Ebenfalls im Jahr 1909 brachte er den 16. Zusatzartikel zur Verfassung der Vereinigten Staaten (16th Constitutional amendment to establish an income tax) in das Gesetzgebungsverfahren ein, um eine Einkommensteuer zu schaffen; zehn Jahre zuvor war eine ähnliche Gesetzesinitiative als kommunistisch eingestuft und abgelehnt worden.
1910 bereitete er im Geheimen zusammen mit sechs anderen Personen die Gesetzesvorlage für das Gesetz Federal Reserve Act vor (→ Jekyll Island Club). In der 61st Congress 2nd Session legte Aldrich als Vorsitzender der National Monetary Commission dem Senat das von Oliver Mitchell Wentworth Sprague, einem angesehenen Finanzexperten, erarbeitete Document No.538 vor.
Aldrich war Mitglied respektive Vorsitzender verschiedener Komitees im Senat. Er hatte den Vorsitz des United States Senate Committee on Finance (1899–1911), United States Senate Committee on Transportation Routes to the Seaboard (1883–1887), United States Senate Committee on Rules (1874–1947) und United States Senate Select Committee on Corporations Organized in the District of Columbia (1893–1895) inne. Er wirkte ferner als Vorsitzender (chairman) der Republican Conference of the United States Senate. 
Von 1908 bis 1912 war er Vorsitzender der National Monetary Commission.
Zusammenfassung wichtiger politischer Ämter:
- 1879–1881 Mitglied des US-Repräsentantenhauses für Rhode Island, 1. Distrikt
- 1881–1911 United States Senator (Class 1) für Rhode Island
- 1899–1911 Vorsitz des U.S. Senate Committee on Finance (Finanzausschuss)

## Sonstiges

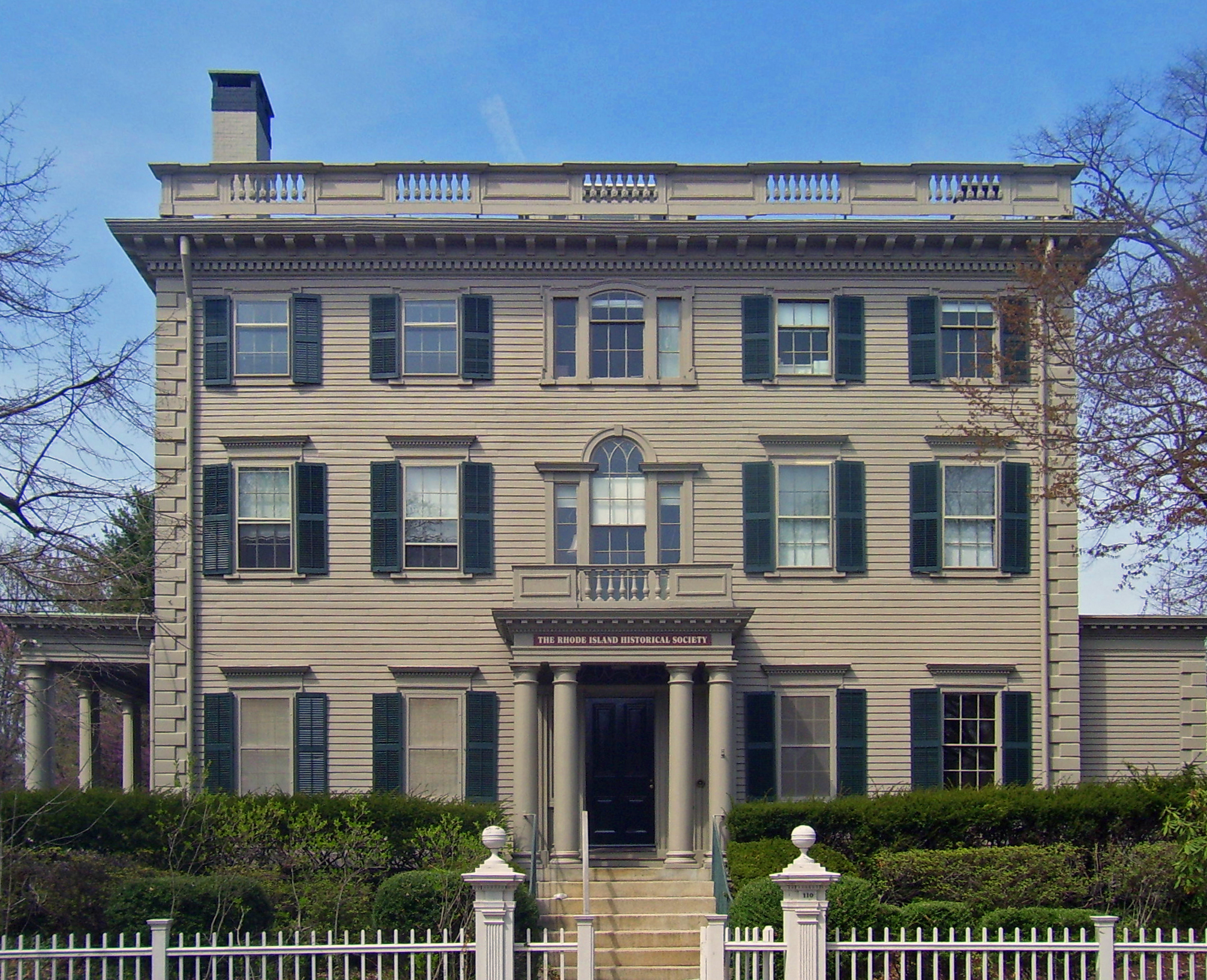
Nelson W. Aldrich House

Aldrich war Mitglied bei den Freimaurern; er war unter anderem Kassier (Treasurer) der Grand Lodge of Rhode Island.
Das Nelson W. Aldrich House in Providence (110 Benevolent Street) ist heute ein Museum in der Trägerschaft der Rhode Island Historical Society. Es wurde im Jahr 1976 zum National Historic Landmark erklärt.
Aldrich starb 73-jährig in New York City. Er ist im Swan Point Cemetery in Providence begraben worden.